# Championnats du monde de pentathlon moderne 1973
Navigation
Édition précédente Édition suivante
Les championnats du monde de pentathlon moderne 1973, dix-neuvième édition des championnats du monde de pentathlon moderne, ont eu lieu en 1973 à Londres, au Royaume-Uni.